# Montesa Cota 310
La Montesa Cota 310 fou un model de motocicleta de trial de la gamma Cota de Montesa que es fabricà entre 1989 i 1991. Creada com a successora de la Cota 309 de 1988, fou una de les primeres versions d'aquest model totalment remodelades pels tècnics procedents d'Honda, els quals n'havien assumit el desenvolupament un cop l'antiga Montesa fou absorbida definitivament per la firma japonesa el 1986, donant pas a Montesa Honda. Fins al llançament de les Cota 309 i, especialment, 310, els japonesos s'havien limitat a anar evolucionant els anteriors models de la gamma ideats per la Montesa catalana (una gamma iniciada el 1968 amb la Cota 247), però al tombant de la dècada de 1990 es constatava que les Cota començaven a quedar clarament superades per la competència. En aquells moments, els fabricants italians Aprilia i Beta marcaven la pauta dins el sector del trial, amb diversos models al mercat equipats amb tota mena d'avenços tecnològics, entre ells la refrigeració líquida. Montesa, però, encara es resistia als canvis i la Cota 310 continuava essent un producte un pèl "clàssic" per a les tendències de l'època: xassís de doble bressol d'acer i motor refrigerat per aire, per bé que sí que muntava forquilla anterior invertida (la principal innovació envers la Cota 309), basculant d'alumini, suspensió posterior monoamortidor i doble disc de fre.
La Cota 310, amb la seva original combinació de colors (verd i groc), fou la darrera de les equipades amb l'històric motor "123" i xassís tradicional de doble bressol. La seva successora, la Cota 311 de 1992, inicià una nova etapa dins l'evolució d'aquest model en adoptar ja motor amb refrigeració líquida i xassís de doble biga d'alumini. Pel que fa a l'aspecte esportiu, els principals pilots oficials de Montesa al mundial de trial durant l'etapa de la Cota 310 varen ser l'occità Thierry Girard (novè el 1990) i el català Marc Colomer (onzè el 1991).

## Característiques
Tret de l'adopció de la forquilla anterior invertida, la resta de característiques tècniques de la Cota 310 continuava igual que en la seva antecessora, la 309: motor de dos temps monocilíndric refrigerat per aire de 258 cc amb canvi de 6 velocitats, bastidor de doble bressol, frens de disc a ambdues rodes i monoamortidor posterior. Alguns canvis envers la Cota 309 eren els protectors de les barres de la forquilla, que feien alhora de suport del parafang anterior, la protecció plàstica dels frens de disc, el canvi de material de la part posterior del xassís, ara de duralumini en comptes d'acer, el monoamortidor posterior amb ampolla de gas i oli separada i el tub d'escapament directe al silenciador, sense bufanda i de secció ampla. El dipòsit i tapes de filtre-selló separats, integrats estèticament amb el parafang del darrere, eren els mateixos que els de la Cota 309, només en canviaven els colors.
Les innovacions en l'apartat de les suspensions de la Cota 310 eren notables. La nova forquilla invertida era una Marzocchi "Up-Side Down", tipus Reverse Control amb sistema de lliscament per virolles de tefló, amb un diàmetre de 35 mm i un recorregut de 170 mm. El monoamortidor posterior també varià, amb un nou sistema anomenat "PRS2" més progressiu, el qual es componia de basculant de duralumini i amortidor central Marzocchi "Duo Shock" regulable en extensió i compressió, amb regulació de precàrrega de molla i un recorregut de 175 mm.

## Versions

### Llista de versions produïdes
| Versió        | Cilindrada | Anys     | Núm. Sèrie        | Pintura dipòsit       |
| ------------- | ---------- | -------- | ----------------- | --------------------- |
| Cota 310 "89" | 258 cc     | 1989     | ?                 | Verd turquesa i groc  |
| Cota 310 "90" | 258 cc     | 1990     | ?                 | Verd turquesa i blanc |
| Cota 310 "91" | 258 cc     | 1991     | VTDNT1AOMM000001- | Verd turquesa i blanc |
| Evasión       | 258 cc     | 1992 - ? | ?                 | Blanc i verd turquesa |

### Versió "89"
Fitxa tècnica
| Cota 310           | Cota 310                      | Cota 310 |
| ------------------ | ----------------------------- | -------- |
| Id. Model          | ?                             |          |
| Núm. Sèrie         | ?                             |          |
| Anys               | 1989                          |          |
| CC                 | 258                           |          |
| Diàmetre x Carrera | 74 x 60 mm                    |          |
| Compressió         | 10,5:1                        |          |
| CV                 | 11,4 a 4.500 rpm              |          |
| Carburador         | Dell'Orto PHBH 26 (ZS) 26 mm  |          |
| Canvi              | 6 velocitats                  |          |
| Suspensió davant   | Forquilla invertida Marzocchi |          |
| Suspensió darrera  | Monoamortidor Marzocchi       |          |
| Pneumàtic davant   | 2,75 x 21                     |          |
| Pneumàtic darrera  | 4,00 x 18                     |          |
| Frens davant       | Disc Brembo 185 mm            |          |
| Frens darrera      | Disc AJP 150 mm               |          |
| Pes en sec         | 86 Kg                         |          |
| Capacitat dipòsit  | 4 litres                      |          |
| Pintura dipòsit    | Verd turquesa i groc          |          |

### Versió "90"
La versió de 1990 era tècnicament idèntica a l'anterior, només en variava la decoració general: el verd seguia predominant, estès fins i tot al xassís (blanc fins aleshores), però ara combinat amb blanc en comptes del groc anterior. Hi havia també detalls en rosa, com ara el selló i els logotips del dipòsit.
Fitxa tècnica
| Cota 310           | Cota 310                      |
| ------------------ | ----------------------------- |
| Id. Model          | ?                             |
| Núm. Sèrie         | ?                             |
| Anys               | 1990                          |
| CC                 | 258                           |
| Diàmetre x Carrera | 74 x 60 mm                    |
| Compressió         | 10,5:1                        |
| CV                 | 11,4 a 4.500 rpm              |
| Carburador         | Dell'Orto PHBH 26 (ZS) 26 mm  |
| Canvi              | 6 velocitats                  |
| Suspensió davant   | Forquilla invertida Marzocchi |
| Suspensió darrera  | Monoamortidor Marzocchi       |
| Pneumàtic davant   | 2,75 x 21                     |
| Pneumàtic darrera  | 4,00 x 18                     |
| Frens davant       | Disc Brembo 185 mm            |
| Frens darrera      | Disc AJP 150 mm               |
| Pes en sec         | 86 Kg                         |
| Capacitat dipòsit  | 4 litres                      |
| Pintura dipòsit    | Verd turquesa i blanc         |

### Versió "91"
La versió de 1991 era gairebé idèntica a l'anterior, tant pel que fa als colors com a l'apartat tècnic. La principal diferència era l'augment de diàmetre del fre de disc posterior, el qual passava de 150 mm a 160.
Fitxa tècnica
| Cota 310           | Cota 310                      |
| ------------------ | ----------------------------- |
| Id. Model          | ?                             |
| Núm. Sèrie         | VTDNT1AOMM000001-             |
| Anys               | 1991                          |
| CC                 | 258                           |
| Diàmetre x Carrera | 74 x 60 mm                    |
| Compressió         | 10,5:1                        |
| CV                 | 14,5 a 4.500 rpm              |
| Carburador         | Dell'Orto PHBH 26 (ZS) 26 mm  |
| Canvi              | 6 velocitats                  |
| Suspensió davant   | Forquilla invertida Marzocchi |
| Suspensió darrera  | Monoamortidor Marzocchi       |
| Pneumàtic davant   | 2,75 x 21                     |
| Pneumàtic darrera  | 4,00 x 18                     |
| Frens davant       | Disc Brembo 185 mm            |
| Frens darrera      | Disc AJP 160 mm               |
| Pes en sec         | 86 Kg                         |
| Capacitat dipòsit  | 4 litres                      |
| Pintura dipòsit    | Verd turquesa i blanc         |

### Evasión
Força més tard del llançament de la Cota 310, amb la Cota 311 ja al mercat, Montesa en llançà una versió tipus trail que anomenà "Evasión", equipada amb el mateix motor que la darrera versió, de 1991, però amb un pinyó d'onze dents en comptes dels deu originals i el xassís modificat per tal d'avançar-hi els estreps i situar-los en una posició més ampla, reubicar el nou pedal de fre (més llarg) i suportar els nous dipòsit i selló (més grans). La distribució dels colors (els mateixos, verd i blanc) es varià també, donant més preponderància al blanc.